# Eötvös Loránd
Vásárosnaményi báró Eötvös Loránd Ágoston (külföldön gyakran: Roland Eötvös; Buda, 1848. július 27. – Budapest, 1919. április 8.) magyar fizikus, feltaláló, politikus, akadémikus, egyetemi tanár, hegymászó. A Magyar Tudományos Akadémia elnöke 1889-től 1905-ig, Magyarország kultuszminisztere 1894–1895-ben, a Matematikai és Fizikai Társulat alapító elnöke. Legismertebb találmánya a nevét viselő torziós inga.

## Élete

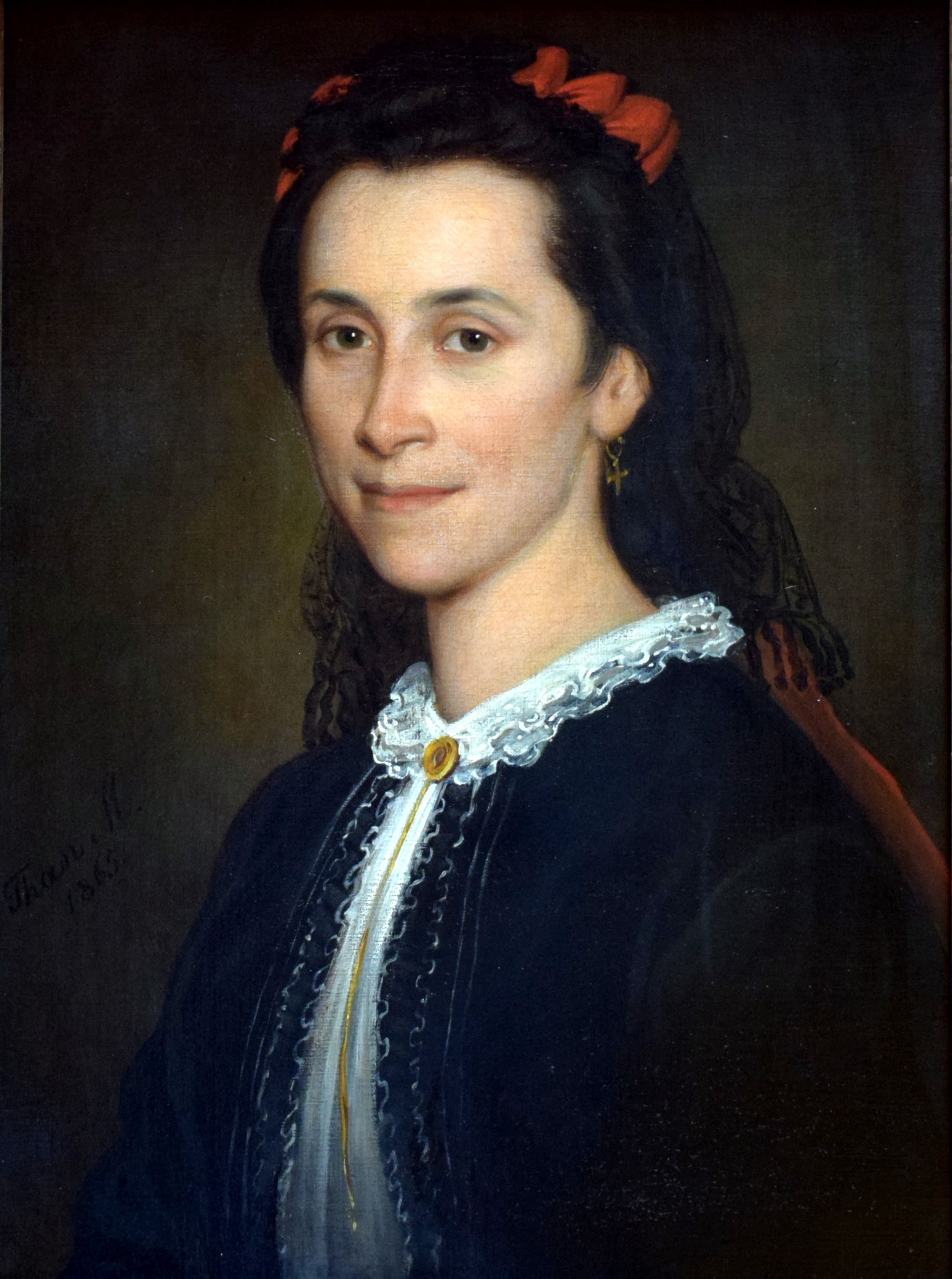
Eötvös Józsefné barkóci Rosty Ágnes (1825–1913), Eötvös Loránd édesanyja. Than Mór alkotása

Eötvös Loránd Ágoston 1848-ban született Budán, a Svábhegyen, majd a krisztinavárosi római katolikus plébánián keresztelték meg. Édesapja báró Eötvös József (1813–1871), író, politikus, vallás- és közoktatásügyi miniszter, földbirtokos, édesanyja barkóczi Rosty Ágnes (1825–1913). Szülei 1842. szeptember 13-án kötöttek házasságot (a menyasszony 16 éves „leopoldvárosi lakos”). Testvérei Ditrichsteinné Eötvös Berta, Návayné Eötvös Ilona (1846–1924), Inkeyné Eötvös Jolán (1847–1909), Plennerné Eötvös Mária (1851–1928) és Eötvös András (1854–?). Apai nagyszülei báró Eötvös Ignác (1786–1851), bölcseleti és jogi doktor, földbirtokos és báró Anne von der Lilien (1786–1858) voltak. Anyai nagyszülei barkóczi Rosty Albert (1779–1847) Békés vármegye alispánja, földbirtokos és ehrenbergi Eckstein Anna Franciska (1801–1843) voltak. A Rosty családnak ez az ága révén, ősi Zala- és Vas vármegyei tehetős és befolyásos köznemesi családoknak a sarja volt; köztük a zalalövői Csapody-, az osztopáni Perneszy-, a csébi Pogány és az alsólendvai Bánffy családok találhatók. Eötvös Loránd keresztszülei nagynénje, barkóci Rosty Ilona és férje Trefort Ágoston voltak. Anyai nagybátyja, barkóczi Rosty Pál (1830–1874), magyar földrajztudós, néprajztudós, fotográfus volt.
Középiskoláit 1857-től a pesti piaristáknál, illetve magántanulóként végezte. Miután 1865-ben érettségizett, a pályaválasztás keresztútja elé került. Nevelésére Eötvös József Vécsey Tamást, a római jog neves művelőjét, később nemzetközi hírnévvel rendelkező professzorát kérte fel. Apja ösztönzésére beiratkozott ugyan a jogi fakultásra, de Petzval Ottónál matematikát is hallgatott, majd Krenner József vezetése mellett az ásvány- és kőzettannal ismerkedett, Than Károly laboratóriumában pedig kémiai oktatásban részesült. A természettudományok bűvkörében érdeklődése mindinkább polarizálódott, és lassan érlelődni kezdett lelkében a gondolat, hogy a párhuzamosan folytatott kétirányú képzés nem célravezető, végül is választania kellett a jogi, és a hajlamainak, érdeklődési körének jobban megfelelő természettudományi tanulmányok között. A végső döntésre csak a második év után, 1867-ben került sor, amikor a kiegyezés után apja újból elvállalta az 1848-as Batthyány-kormányban már betöltött vallás- és közoktatásügyi miniszteri tárcát. Ekkor Loránd beiratkozott a Heidelbergi Egyetemre, ahol akkoriban a természettudományok három világhírűvé vált tudósa, Gustav Robert Kirchhoff, Hermann Ludwig von Helmholtz és Robert Wilhelm Bunsen egy időben tanított. Eötvös Kirchhoffnak mind kísérleti, mind elméleti előadásait buzgón látogatta, Helmholtznál a hangtan és fénytan fiziológiai aspektusait tanulmányozta, Bunsen laboratóriumában pedig kémiai analíziseket végzett. Königsbergben is tanult, de itt csak egy félévet töltött elé, mert túl elvontnak találta. Csatlakozni akart August Petermann német földrajztudós Spitzbergákra induló expedíciójához, de erről apjának sikerült lebeszélnie. 
1870-ben summa cum laude, azaz színjeles eredménnyel doktorált. Erről apjának a következőket írta: „…E fokozatot nemigen osztogatják. Ebben a félévben kívülem még csak egy jelöltnek adatott, s kultuszminiszteri örömöd telhetik abban, hogy az is magyar volt… neve König Gyula, győri születésű matematikus.”
Hazatérve, az egyetem laboratóriumában kísérletekbe kezdett, melyek a doktori fokozat megszerzésére végzett kutatások folytatásai voltak. Ezeket az eredményeket nyújtotta be 1871 márciusában magántanári képesítése iránti kérelmében a budapesti bölcsészeti karhoz. A kérelmet a Petzval Ottó, Jedlik Ányos és Than Károly professzorokból álló bizottság pozitívan értékelte és megkapta a magántanári kinevezést. Első előadására inkább azért gyűlt össze a közönség, hogy láthassa a bárót, aki előad az egyetemen. 1872-től nyilvános rendes tanár, 1874-től kísérleti fizikát is előadhat. 1875-ben laboratóriumot kapott az egyetemen, ahol kísérleteit végezte. 1878-ban pedig, Jedlik Ányos nyugalomba vonulása után, a kísérleti fizikai tanszék vezetőjének nevezték ki, és megbízást kapott az elméleti és kísérleti fizikai tanszék összevonásával létrehozott Fizikai Intézet igazgatói teendőinek ellátására.
1873-ban, 25 évesen megválasztották a Magyar Tudományos Akadémia levelező, 1883-ban pedig rendes tagjává. 1889 és 1905 között ő volt az Akadémia elnöke.
Heidelbergből való hazatérése után elkezdődött közéleti szereplése is. Bekapcsolódott a Királyi Magyar Természettudományi Társulat munkájába. 1891-ben többedmagával megalapította a Mathematikai és Physikai Társulatot és Mathematikai és Physikai Lapok címen folyóiratot indított el.
1894. június 10. és 1895. január 15. között vallás- és közoktatási miniszter volt. 1905-ben lemondott akadémiai elnöki posztjáról, de tudományos tevékenységét az egyetemen a haláláig folytatta. A Magyar Turista Egyesület elnöke volt. Az egyetemre szentlőrinci nyaralójukból, ahol családjával lakott, lóháton járt be. Általános tanulmányi verseny helyett egyes tantárgyakból, matematikából és fizikából szervezett versenyeket, az elsőt 1894-ben.
Édesapjától örökölte a hegymászás szenvedélyét. A Magyarországi Kárpát-egyesület is elnökévé választotta. Bejárta az országot, és külföldön, az Alpok vidékén és Tirolban új csúcsokat is meghódított, melyeket korábban mászhatatlannak tekintettek. Alig 18 évesen feljutott a Monte Rosára (4638 m), ami a második legmagasabb hegycsúcs Európában. Dél-Tirolban 1902-ben az egyik 2837 m magas csúcsot róla nevezték el. Utazásait, expedícióit fényképeken örökítette meg. Népszerűsítette is a természetjárást, de nyári hegymászásai közben is figyelemmel kísérte a kutatómunkát. Leányaival sportos életet éltek, például egy alkalommal kerékpárral mentek ki Olaszországba, a Dolomitokba.
Élete végén súlyos betegség gyötörte, de folytatta tudományos munkásságát, a terepmunkát is figyelemmel kísérte. Utolsó cikkét nem sokkal halála előtt adta nyomdába. Az 1919. április 8-án elhunyt nagy tudóst és nagy embert április 11-én temették el. A Magyar Nemzeti Múzeumban ravatalozták fel, innen kísérte a gyászmenet a Kerepesi temetőbe.
Einstein, amikor halálhíréről értesült, a „fizikai fejedelmének” nevezte.

### Házassága és gyermekei
Egy nappal 27. születésnapja után, 1875. július 28-án a csehországi Marienbadban feleségül vette a szombathelyi születésű, polgári származású Horvát Gizellát (Szombathely, 1853. július 30. – Budapest, 1919. március 30.), Horvát Boldizsár, az Andrássy-kormány igazságügyi minisztere és Schenk Klára (1824–1872) lányát. Három leánygyermekük született, ám csak ketten érték meg a felnőttkort. Ilona és Rolanda hegymászó és alpinista teljesítményükkel nemzetközi hírnevet szereztek, nem mentek férjhez.
Gyermekei
- Jolán (1877–1879), kisgyermekként meghalt
- Rolanda (1878–1952)
- Ilona (1880–1945), Budapest ostroma alatt veszítette életét.

## Tudományos eredmények
Eötvös 1875-ben kezdte meg kísérleteit az egyetemtől kapott laboratóriumban. Új kutatási módszereket is kidolgozott. 1883-ban részt vett a Párizsban az elektromosságról tartott nemzetközi kongresszuson. Cikkei számos témában jelentek meg a Vasárnapi Ujságban, a  Természettudományi Közlönyben, a Műegyetemi Lapokban, a Mathem. és Term. Értesítőben, az Annalen der Physik u. Chemie-ben és a  Mathematikai és Physikai Lapokban. Műszereit szigorúan tudományos alapon, elméleti megfontolások alapján fejlesztette ki.
A gravitációs abszorpció az a kérdés, hogy két test egymásra való gravitációját befolyásolhatja-e egy harmadik, közéjük került test. Eötvös ezzel a problémával is foglalkozott.

### Eötvös-törvény (kapillaritás)
Az 1870-es évek elejétől két évtizeden át a kapillaritás jelenségével foglalkozott. A felületi feszültség mérésére új módszert dolgozott ki, az Eötvös-féle reflexiós módszert. 1875-ben laboratóriumot kapott az egyetemen, ahol kísérleteit végezte. Elméleti úton felismerte a folyadékok különböző hőmérsékleten mért felületi feszültsége és molekulasúlya közötti összefüggést, ami az Eötvös-féle törvényként lett ismeretes.

### Eötvös-inga (torziós inga)

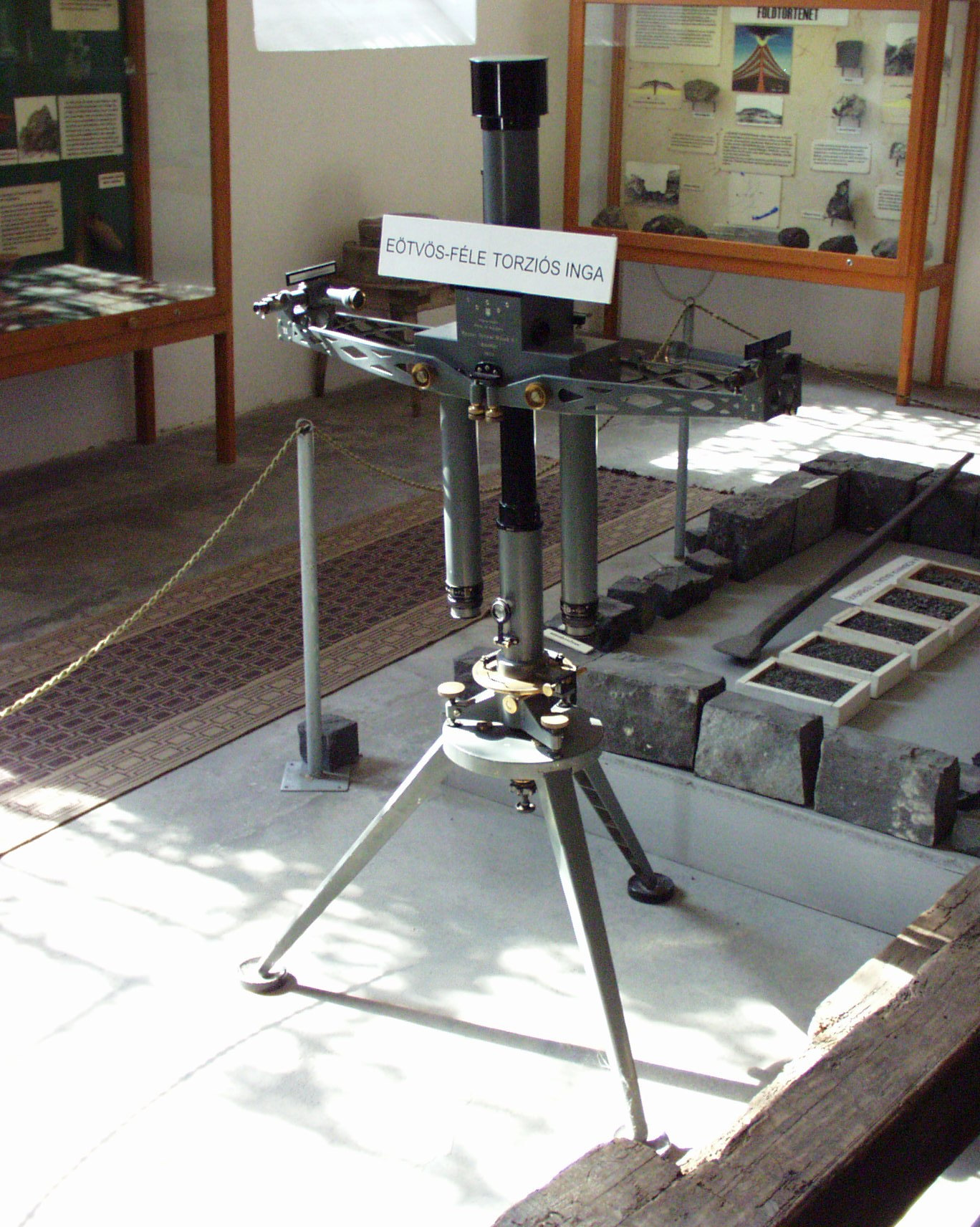
Eötvös-inga a Sághegyi Múzeumban

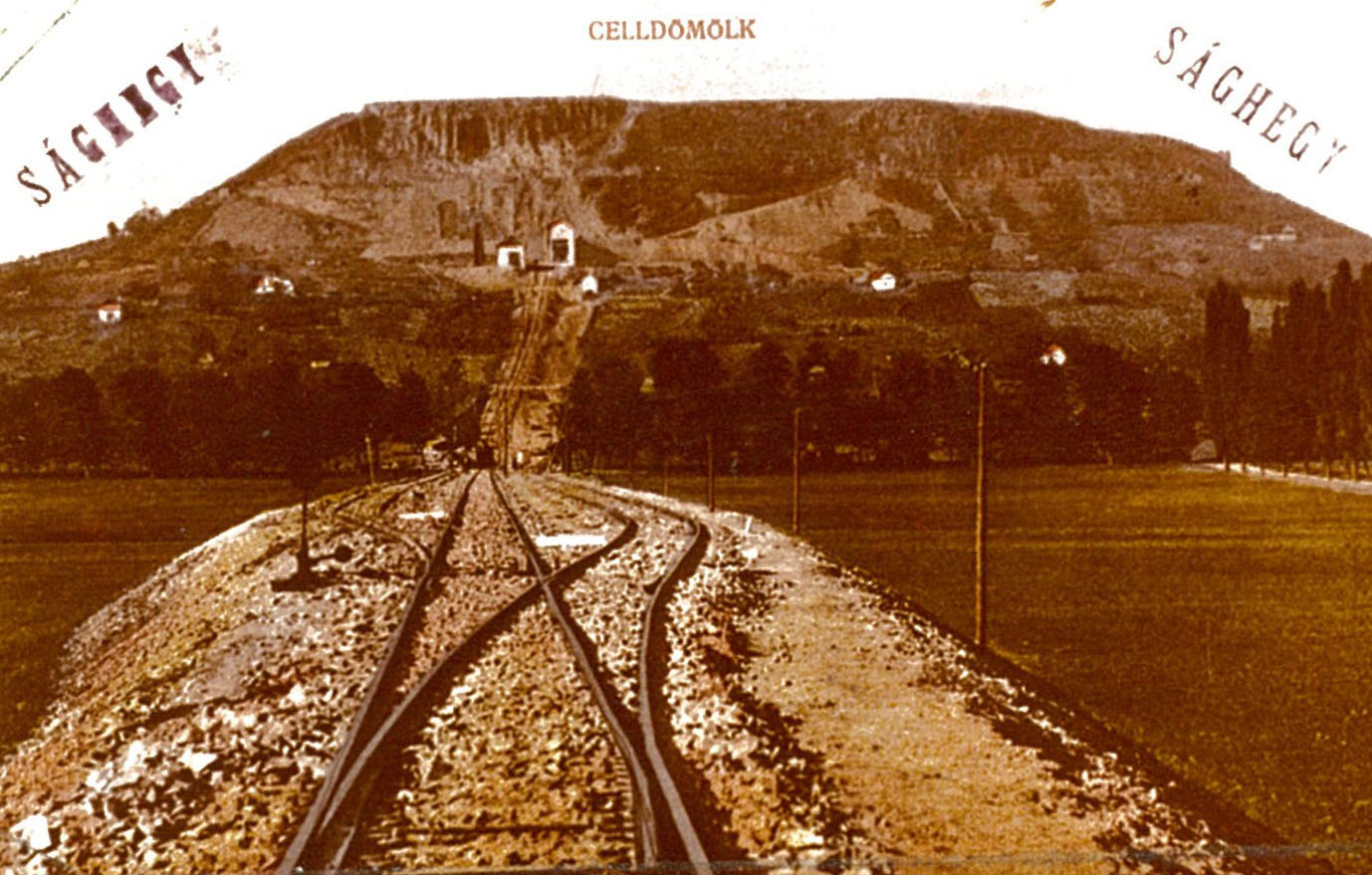
A Ság hegy, Eötvös 1891-es méréseinek helyszíne. A hegy eredetileg a Badacsonyhoz hasonlított, de különösen szabályos csonka kúp alakú bazaltsapkával. Így könnyen kiszámítható volt az ingára gyakorolt várható hatás (képeslap 1911–12-ből, a bazaltbánya megnyitása után)

A gravitáció felé az 1880-as években fordult az érdeklődése. A gravitáció térbeli változásának mérésére megszerkesztette világhírűvé vált torziós ingáját, mely a Cavendish-féle torziós inga módosítása. Eötvös gravitációs méréseiben kétféle alakú torziós ingát használt: Az első alak: a torziós szálon függő vízszintes rúd mindkét végére platinasúly van erősítve, így a rúd végein elhelyezkedő tömegek egyenlő magasságban helyezkednek el (görbületi variométer). A görbületi variométer a Coulomb-mérleg pontosabbá és stabillá tett változata, amivel a nehézségi erő potenciáljának deriváltjait lehet meghatározni. Ebből levezethető a potenciál szintfelület görbülete. A második alak: a vízszintes rúd egyik végére ugyancsak platinasúly van erősítve, másik végén vékony szálra erősített platinahenger lóg alá, így a rúd végein levő tömegek különböző magasságban vannak, amivel a horizontális gradienseket is meg lehet határozni (horizontális variométer). A horizontális variométer – Eötvös fő műve – a tulajdonképpeni Eötvös-inga. A műszert tokkal védte, amely végső változatában három rétegből állt, ezzel az elektromágneses hatásokat védte ki és a szélmozgásoktól is óvta az eszközt.
Horizontális variométer, az első Eötvös-inga, 1890-ben készült el. A műszer elve igen egyszerű, ha ugyanis a két tömegre ható vonzóerő nem teljesen egyenlő, egymástól nagyságban vagy irányban eltér, akkor a rúd a vízszintes síkban elfordul, és a felfüggesztő platina szál megcsavarodik. A megcsavart szál rugalmassága a rudat eredeti helyzetébe igyekszik visszafordítani. A rúd tehát ott fog megállni, ahol az egymással szemben működő kitérítő erő és rugalmas visszatérítő erő forgatónyomatéka egymással egyenlő. Műszeréről Eötvös maga a következőket mondja:
| „ | Egyszerű egyenes vessző az az eszköz, melyet én használtam, végein különösen megterhelve és fémtokba zárva, hogy ne zavarja se a levegő háborgása, se a hideg és meleg váltakozása. E vesszőre minden tömeg a közelben és a távolban kifejti irányító hatását, de a drót, amelyre fel van függesztve, e hatásnak ellenáll és ellenállva megcsavarodik, e csavarodásával a reá ható erőknek biztos mértéket adván. A Coulomb-féle mérleg különös alakban, annyi az egész. Egyszerű, mint Hamlet fuvolája, csak játszani kell tudni rajta, és miként abból a zenész gyönyörködtető változásokat tud kicsalni, úgy ebből a fizikus, a maga nem kisebb gyönyörűségére, kiolvashatja a nehézségnek legfinomabb változásait. Ily módon a földkéreg oly mélységeibe pillanthatunk be, ahová szemünk nem hatolhat és fúróink el nem érnek. | ” |
|   | |   |

Eötvös műszerei, a görbületi variométer és a horizontális variométer, 1890-ben a Magyar Optikai Művek elődjében, Süss Nándor finommechanikai műhelyében készültek. Az 1900-as párizsi világkiállításon bemutatott és díjat nyert egyszerű nehézségi variométer 1898-ban készült.

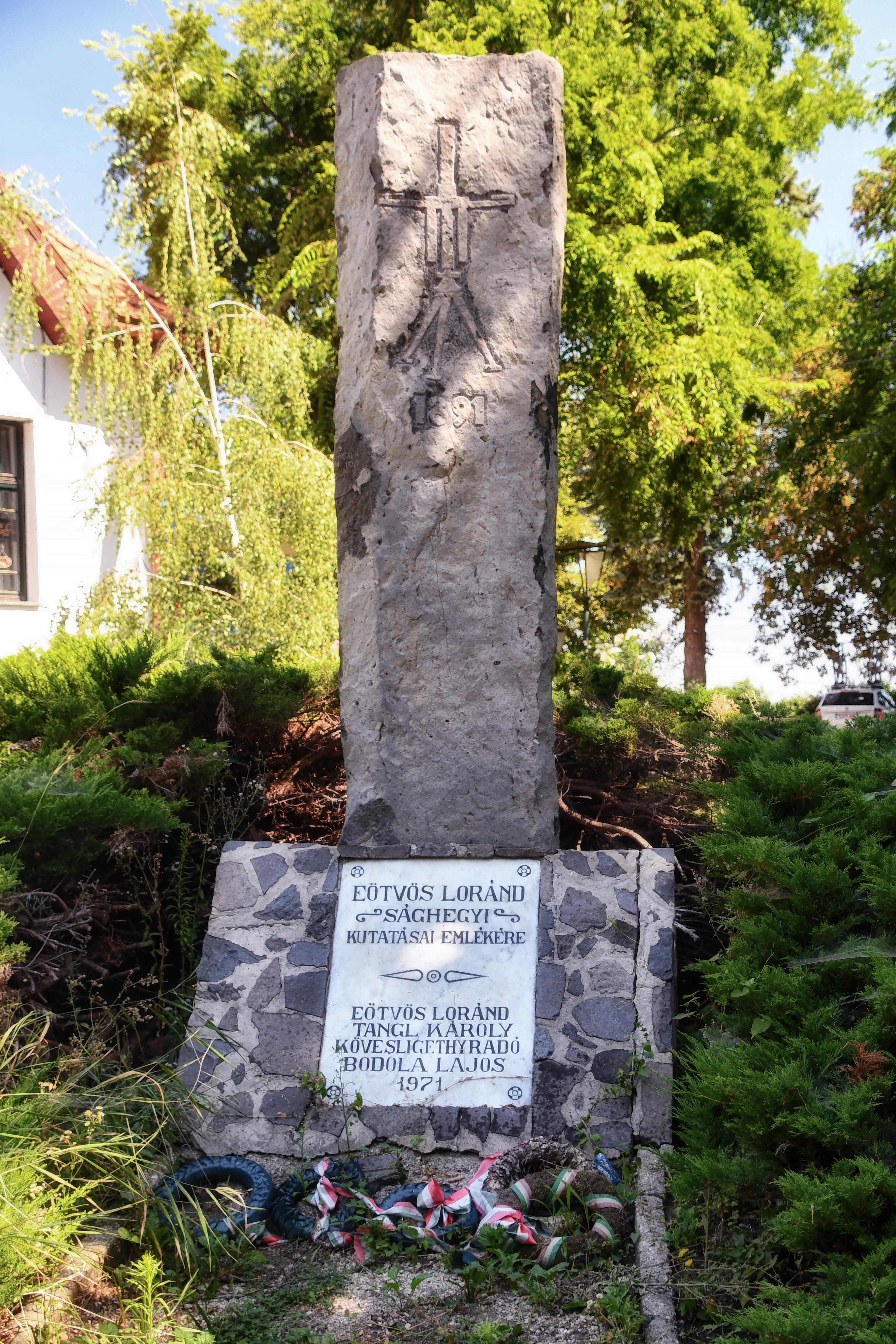
Eötvös-emlékoszlop a Ság-hegyen

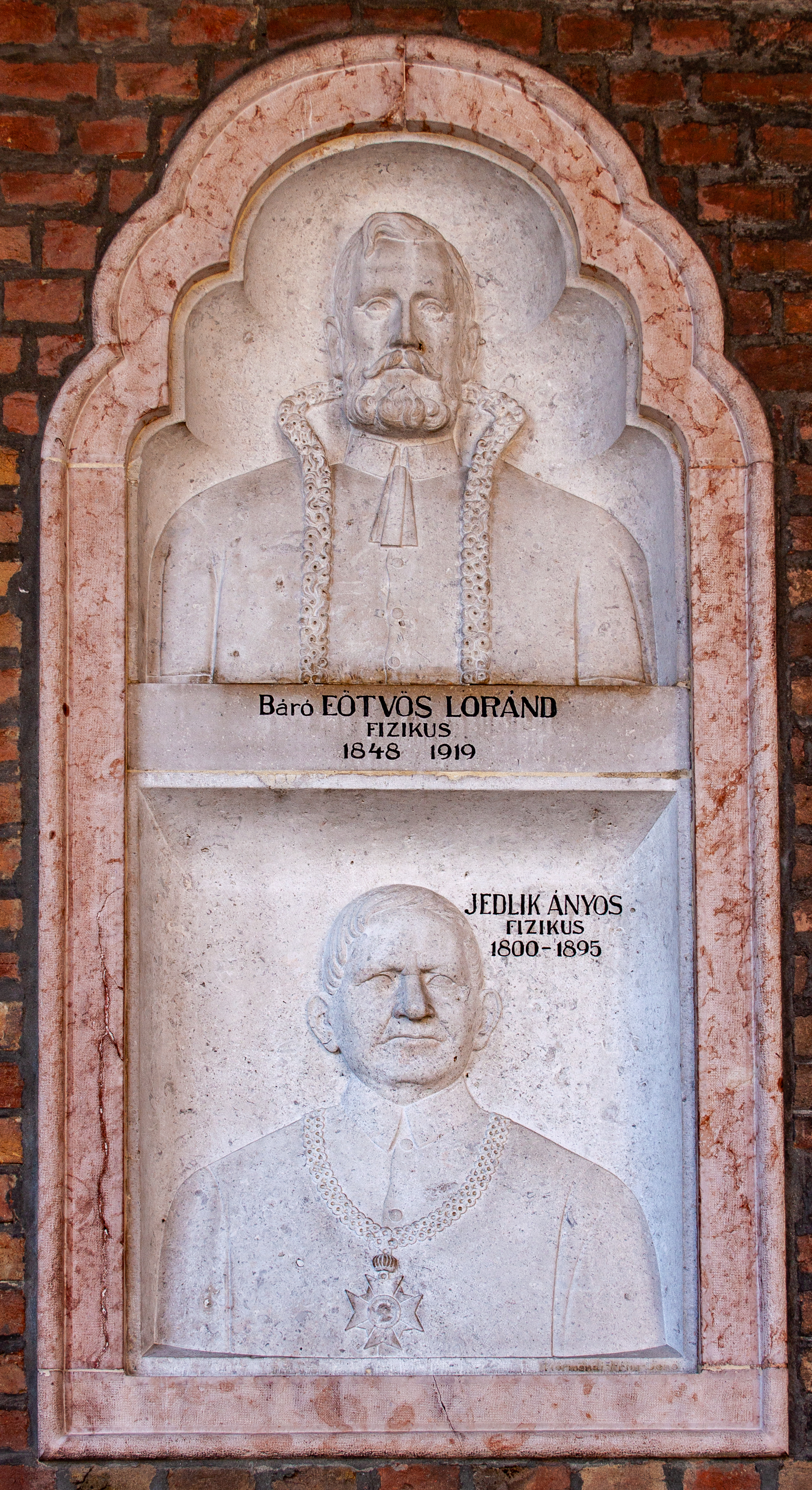
Jedlik Ányossal közös domborműve a szegedi Dóm téren (Körmendi-Frim Jenő alkotása)

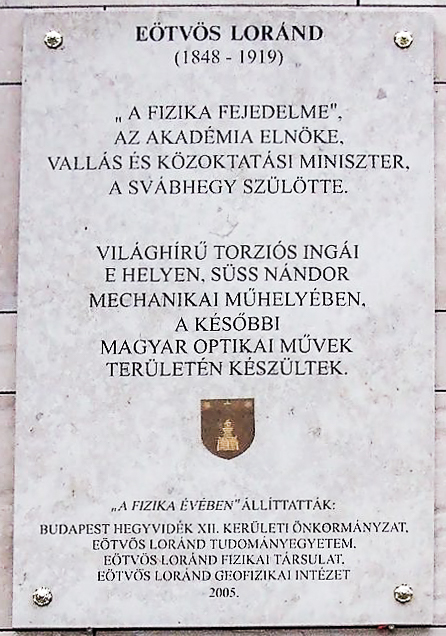
2005-ben, a fizika évében avatták emléktábláját a XII. kerület, Dolgos utca 2. számú ház falán, egykori partnervállalata helyén, a MOM Parkban

Eötvös felismerte, hogy torziós ingája alkalmas a nehézségi gyorsulás helyi változásainak a mérésére is. Ezeket a változásokat a földfelszín alatti rétegek sűrűségváltozása okozza. A változások pontos mérése tehát alkalmas a föld belsejében elhelyezkedő ásványi anyagok felkutatására. Az első méréseket az egyetem laboratóriumában, majd a Gellért-hegy tövében és a Ság hegy peremén (1891), valamint szentlőrinci házának udvarában végezte. Munkatársaival méréseket folytattak a Fruska Gorán, a Titeli-fennsíkon, Újvidék, Verbász, Palánka, Szabadka, Versec, Zombor, Arad környékén, és még sok más helyen Erdélyben. A Balaton jegén is többször végeztek méréseket a Balaton bizottság vezetője, Lóczy Lajos támogatásával. A sima Balaton-felszín nagyon alkalmas volt a mérések szempontjából, mert nem kellett figyelembe venni a terepfelszín egyenetlenségeiből adódó terrén hatást. Ezeket számos további terepi mérés követte, amelyekkel az inga földtani kutatásban való hasznosíthatóságát vizsgálták. Végül a földmérők 1912-ben Hamburgban rendezett XVII. konferenciáján Eötvös elérkezettnek látta az időt, hogy a gyakorlati alkalmazás elveit megfogalmazza. Az első sikeres olajkutatási célú gyakorlati méréseket Egbell környékén, a Morva-mezőn 1915-ben végezték – ezzel vette kezdetét a nyersanyagkutató geofizika, amelynek két évtizeden át uralkodó műszere Eötvös Loránd torziós ingája volt. Amerika leggazdagabb kőolajforrásait Eötvös-ingával tárták fel. Számos külföldi szakember járt Magyarországon Angliából, Hollandiából, Olaszországból, Honoluluból, Texasból, Németországból, Indiából, Venezuelából, Kanadából, hogy megismerkedjen az Eötvös-ingával folytatott mérési módszerrel. Magyar szakemberek végeztek méréseket Indiában, Perzsiában, Franciaországban, Olaszországban, Mexikóban.
Magyarországon 65 Eötvös-ingát készítettek és adtak el külföldi megrendelésre. Mivel Eötvös nem szabadalmaztatta az ingát, így külföldön is több száz példányt gyártottak belőle és mindezek a magyar tudomány dicsőségét hirdetik szerte a világon.
A terepi mérések meggyorsítása érdekében Eötvös következő műszerébe két, egymáshoz képest 180°-kal elfordított lengőt épített be. Ezzel az 1902-ben készült műszerrel végezte a tehetetlen és súlyos tömeg arányosságának kimutatását célzó híressé vált kísérleteit.
Az első kőolajkeresést a Morva-mezőn, Egbell környékén még Eötvös életében, 1915-ben végezték. A keresés sikerrel járt.
Az ingával az 1930-as években kőolaj után kutattak, majd az 1950-es években geofizikai célokra használták tökéletesített változatát, mellyel a mérés ideje 5 óráról 40 percre csökkent. Kőolaj és földgáz után sok helyen kutatnak ezzel az eszközzel.

### Egyéb műszerek
A gravitációs kompenzátor lényegében torziós szálon függő vízszintes ingarúd. Eötvös ezzel a Dunától 100 méterre képes volt a vízszint 1 cm-es változását észlelni.
A graviméter bifiláris elven működött, és 1901-ben készült el. Azonban mivel az ezzel végzett mérései nem feleltek meg várakozásának, Eötvös nem publikálta ezeket az eredményeket. Az eredeti graviméter fennmaradt.
A gravitációs állandó meghatározására is végzett méréseket. Két ólomfal között ingákat lengetett a falakkal párhuzamosan és arra merőlegesen. A falak méretéből, sűrűségéből és a lengésidőkből a gravitációs állandó számítható.
A gravitációs mérésekkel együtt földmágneses méréseket végzett, meghatározták a földi mágneses tér horizontális komponensét, a deklináció és inklináció értékeit is. Az eredményeket összevetette, és ez alapján vonta le következtetéseit.
A mágneses transzlatométer a gravitációs inga mágneses változata. A lelógó súly helyén forgatható mágnes függ. E szár körül elfordítható a műszer. Kőzetek és más, gyengén mágnesezett testek, mint régi edények és téglák mágneses momentumát mérte vele. Ezzel a cseréptárgyakat olyan helyzetbe lehetett állítani, ahogy kiégetésükkor voltak.

### A súlyos és tehetetlen tömeg ekvivalenciája
A fizikában a tömeget kétféle módon definiálhatjuk, mint tehetetlen és mint gravitáló (súlyos) tömeget. Az, hogy a testnek tömege van, abban nyilvánul meg, hogy mozgási állapotának, sebességének megváltoztatására erő kell, mely arányos a test tömegével: az fejezi ki a tömeg tehetetlenségét. De hogy a testnek tömege van, az abban is megnyilvánul, hogy más testre gravitációs vonzást gyakorol. Newton törvénye szerint ez a vonzóerő arányos a tehetetlen tömeggel és független a test anyagi minőségétől. Ezt a jelenséget röviden a tehetetlen és súlyos tömeg arányosságának nevezik.
Newton óta a tehetetlen és súlyos tömeg arányosságának-azonosságának kérdése, ill. mérése számos tudóst foglalkoztatott,  és a XX. század elején még mindig fontos filozófiai kérdés volt. 1906-ban a Göttingeni Egyetem pályadíjat tűzött ki a tehetetlen és súlyos tömeg azonosságának kísérleti igazolására.
A 21. század elejéről visszatekintve az erre vonatkozó mérések területén a legnagyobb „áttörést” az Eötvös-ingával végzett mérések hozták. Az 1880-as évek végén Eötvös mérései alapján már kijelenthető volt, hogy a kétféle tömeg 20 milliomod pontosságon belül azonos, és független az anyagi minőségtől.
Eötvös 1890-es publikációjához képest ma már epizódnak, a hibahatár egy nagyságrenddel való csökkentésének tekinthető, hogy a göttingeni pályázatot Eötvös Loránd és munkatársai (Pekár Dezső és Fekete Jenő) nyerték el 1909-ben. (Azóta – lényegében azonos eszközökkel – ezt a mérési pontosságot „mindössze” 2 nagyságrenddel sikerült tovább javítani.) A Göttingeni Egyetem Bencke-díjának odaítélése – de elsősorban az 1890-es első publikáció – tehát bizonyítja Eötvös eredményeinek eredetiségét és elsőségét a tehetetlen és súlyos tömeg azonosságának kísérleti igazolásában, amely mindmáig a magyar kísérleti fizika csúcsteljesítménye. A pályamű publikálására az inga ipari alkalmazásával összefüggő számos sürgető ok, majd Eötvös halála miatt csak 1922-ben került sor.
Ismeretes, hogy a tehetetlen és a súlyos tömeg ekvivalenciája Albert Einstein (1907 és 1916 között publikált) általános relativitáselméletének egyik kiindulópontja. Einstein sokáig nem tudott Eötvös mérési eredményeiről, és az ekvivalencia elvét „ösztönösen” mondta ki 1907-ben. Eötvös kísérleteire Wilhelm Wien hívta fel Einstein figyelmét 1912-ben. Így érthető, hogy az intuícióját valójában igazoló (1890-es!) Eötvös-féle kísérleti eredményekre az első – komoly méltatásnak is tekinthető – hivatkozása csak egy 1913-as, Grossmann Marcell-lal írt cikkének bevezetőjében található.

### Eötvös-effektus
Az Eötvös-effektus lényege, hogy a föld felszínén kelet és nyugat felé mozgó vonatkoztatási rendszerekben (pl. járműveken, hajón) látszólag eltérő gravitációs térerő mérhető. Mivel a Föld nyugatról kelet felé forog, egy, a Föld felszínén kelet felé mozgó testre nagyobb centrifugális erő hat, mint egy nyugat felé haladóra. Következésképpen egy kelet felé mozgó test súlya csökken, a nyugat felé mozgóé pedig növekszik.
Az Eötvös-effektus mérésére Eötvös 1915-ben kifejlesztett egy műszert, ami egy mérlegre hasonlított, serpenyők helyett súlyokkal. Ez egy forgatható állványon áll, ami egyenletesen forgatható. Forgatáskor a nyugat felé forgó kar nehezebbé, a kelet felé forgó könnyebbé válik, a mérleg kibillen az egyensúlyból. Ha a keringési idő megegyezik a lengésidővel, akkor a rúd egyre jobban kezd lengeni.

### Művei
- A rezgési elméletből következő távolbani hatás törvényéről. Bpest, 1871(Akadémiai Értesítő V.)
- A rezgések intenzitása, tekintettel a rezgési forrásnak és az észlelőnek mozgására. Uo. 1874 (Értekezések a mathem. tud. köréből III. 4. sz.)
- Über die Intensität der wahrgenommenen Schwingungen bei Bewegung der Schwingungsquelle und des Beobachters,  ANNALEN DER PHYSIK, 152 (8). pp. 513–535., 1874 (az előbbi munka német nyelven)
- Népszerű tudományos előadások, Helmholtz Hermann után ford. Uo. 1874. (Előszóval b. E. L.-tól Jendrassik Jenővel együtt. A kir. m. term. társulat Könyvkiadó-Vállalata VI.)
- Über den Zusammenhang der Oberflächenspannung der Flüssigkeiten mit ihrem Molecularvolumen, ANNALEN DER PHYSIK, 263 (3). pp. 448–459. 1886.
- A távolba hatás kérdéséről. Uo. 1878. (M. t. Akadémia Évkönyve XVI. 1.)
- Vizsgálatok a gravitatio jelenségeinek köréből. Uo. 1888. (Mathem. és term. tud. Értesítő VII. 2. 3.)
- Rectori székfoglaló beszéd Természettudományi Közlemények, 1891
- A fizika tanításáról az egyetemen. Uo. 1892. (Az egyetemi ünnepen 1892. máj. 13.)
- Untersuchungen über Gravitation und Erdmagnetismus, ANNALEN DER PHYSIK. pp. 354–400. 1896
- Étude sur les surfaces de niveau et la variation de la pesanteur et de la force magnétique. Paris, 1900
- Bestimmung der Gradienten der Schwerkraft und ihrer Niveauflächen mit Hilfe der Drehwaage. Leiden, 1907
- Die Niveauflächen und die Gradienten der Schwerkraft am Balatonsee, Budapest, 1908
- Sur les travaux géodesiques exécutes en hongrie spécialement a l'aide de la balance de troison, Budapest, 1909
- Beiträge zum Gesetz der Proportionalität von Trägheit und Gravität, Nachrichten von der Gesellschaft der Wissenschaften zu Göttingen : geschäftliche Mitteilungen, 1909 (1). pp. 37–41., 1909
- Über geodätische Arbeiten in Ungarn besonders über Beobachtungen mit der Drehwage : Bericht an die XVI. allgemeine Konferenz der internationalen Erdmessung, Budapest, 1909
- Über Arbeiten mit der Drehwage : Ausgeführt im Auftrage der kön. ungarischen Regierung in den Jahren 1909–1911, Budapest, 1912
- Experimenteller Nachweis der Schwereänderung, die ein auf normal geformter Erdoberfläche in östlicher oder westlicher Richtung bewegter Körper durch diese Bewegung erleidet,  ANNALEN DER PHYSIK, 364 (16). pp. 743–752., 1919
- Kísérleti kimutatása annak a nehézségi változásnak, a melyet valamely ... földfelületen keleti- vagy nyugati irányban mozgó test e mozgás által szenved, Franklin, Budapest, 1920
- Beiträge zum Gesetze der Proportionalität von Trägheit und Gravität, ANNALEN DER PHYSIK, 373 (9). pp. 11–66., 1922.
- Részt vett a Pallas Nagy Lexikonának megírásában is. [11]
- Cikkei a REAL-ban
- Eötvös Loránd a tudós és művelődéspolitikus írásaiból; sajtó alá rend., bev. Környei Elek; Gondolat, Bp., 1964 (Nemzeti könyvtár Művelődéstörténet)
- Eötvös Loránd tudományos és művelődéspolitikai írásaiból; vál., tan., jegyz. Bodó Barna; Kriterion–Európa, Bukarest–Bp., 1980 (Téka)
- Az egyetem feladatáról; előszó, jegyz. Szigethy Gábor; Magvető, Bp., 1985 (Gondolkodó magyarok)
- Eötvös József levelei fiához, Eötvös Lorándhoz; összegyűjt., szöveggond., jegyz. Benedek Mihály; Szépirodalmi, Bp., 1988
- Ahol virág, madár megértenek. Báró Eötvös Loránd versei és fordításai; összegyűjt., bev., jegyz. Kis Domokos Dániel; Unicus Műhely, Bp., 2020

## Miniszterként
1894 júniusában kinevezték vallás- és közoktatásügyi miniszternek. Minisztersége alatt, amely mindössze hét hónapig tartott, négyszáz új népiskolát hozott létre, és mindvégig szívén viselte a tanítók sorsát, ami abban nyilvánult meg, hogy nagymértékben emelte a tanítók jutalmazására szánt összeget. A nemzetiségi kérdésről a következőképpen nyilatkozott: „Ezt nem lehet rendeletekkel megoldani, ehhez tapintat, megértés, a más fájdalmába való beleérzés szükséges.” Ez a beszéd igen jó hatással volt a nemzetiségekre. Segített előkészíteni a zsidók teljes emancipációját, így az izraelita bevett vallássá vált. Ennek kimondásakor azonban már más ült a miniszteri székben.
A tanárképzés megjavítása végett megalapította a párizsi École Normale Supérieure mintájára 1895-ben a Báró Eötvös József Collegiumot, melyben a szegény sorsú, tehetséges fiatalok ingyenes elhelyezést kaptak. Nemzetiségiek is bekerülhettek. A kollégiumban a tanárjelöltek kiváló szaktanárok vezetésével magas színvonalú tudományos képzésben részesültek. A kollégiumból fél évszázados fennállása alatt olyan nemzetközi téren is elismert egyének kerültek ki, mint Kodály Zoltán, Szekfű Gyula, Zemplén Géza, Szegő Gábor, Bay Zoltán és Kosáry Domokos, hogy csak néhányat említsünk.

## Elismerései

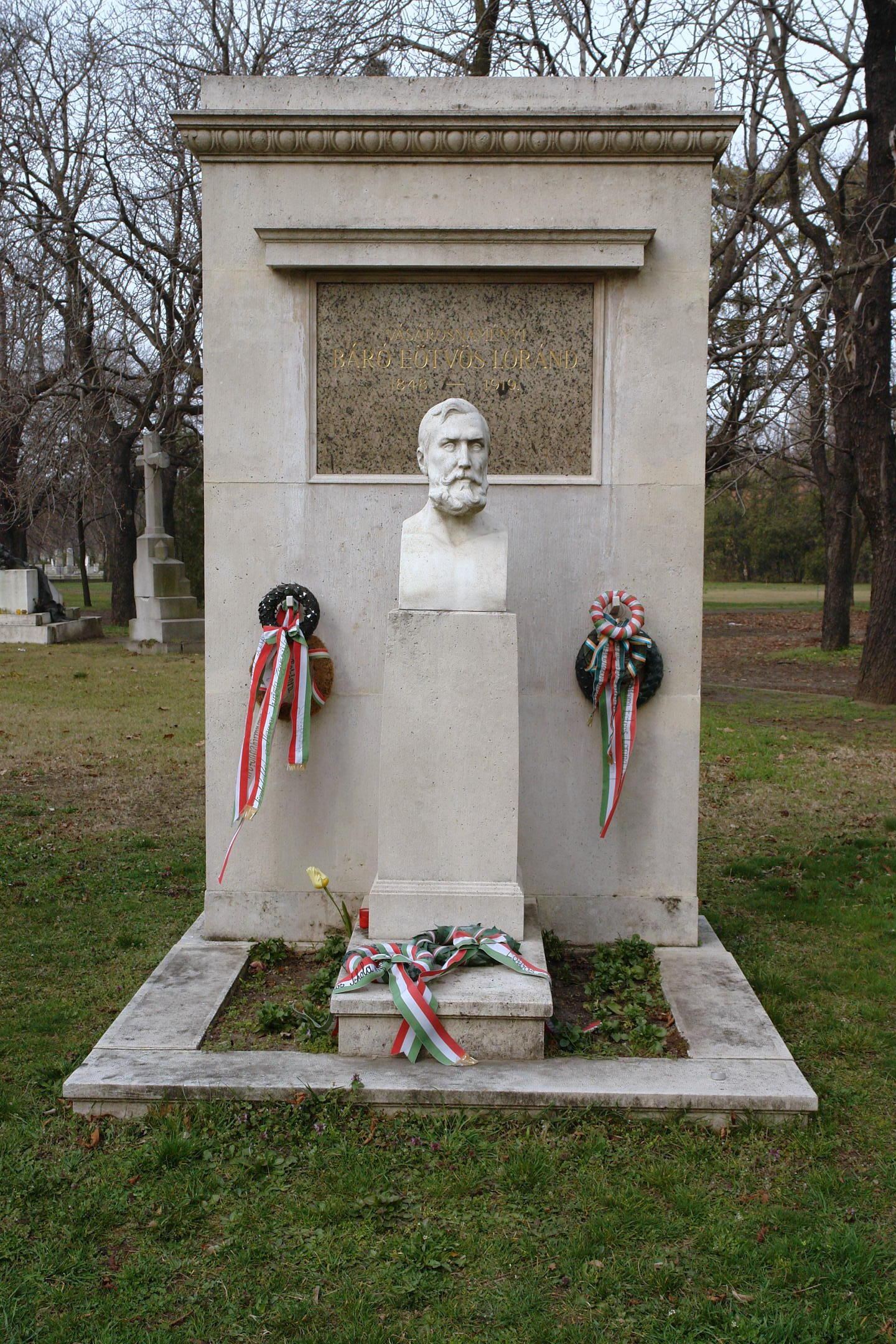
Eötvös Loránd sírja Budapesten. Fiumei úti sírkert: 10/1-1-9. Strobl Alajos alkotása

Báró Eötvös Loránd-menedékház – Dobogó-kő

- 1913-ban a Magyar Tudományos Akadémia a Nobel-bizottság elé terjeszti munkásságát (a Nobel-bizottság választása azonban Heike Kamerlingh Onnes holland fizikusra, a szupravezetés felfedezőjére esett).
- A berlini Porosz Királyi Tudományos Akadémia kültagjává választja[13]
- A krakkói Jagelló Egyetem tiszteletbeli doktorává avatja[13]
- Az oslói Norvég Királyi Friedrick Egyetem tiszteletbeli doktorává avatja[13]
- Megkapja a Becsületrend kitüntetést (Legion d'Honneur)[13]
- Megkapja a szerb király Szent Száva érdemrendet[13]
- A magyar Ferenc József-rend[13]
- A Göttingani Egyetem Benecke-pályadíja[13]
- Pro Litteris et Artis osztrák–magyar érdemrend
- 1920-ban az ő nevét vette fel a Geofizikai Intézet
- Az ő nevét viseli a Geofizikai Intézet 1957-ben alapított Eötvös Loránd-emlékérme.
- 1950-ben róla nevezték el a budapesti Eötvös Loránd Tudományegyetemet.
- A Mathematikai és Physikai Társulat kettéválása után a fizikai részleg mint Eötvös Loránd Fizikai Társulat működik.
- Az ő nevének jegyében rendezik meg a középiskolások fizikai tanulmányi versenyét.
- Krenner József egy Macedóniában talált tallium-, arzén- és kéntartalmú ásványt Eötvös Loránd tiszteletére loránditnak nevezett el.
- A magyarorszagi Tanácsköztársaság saját halottjának tekintette, és a Nemzeti Múzeum előcsarnokában ravataloztatta fel.
- Párizsban a Szellemi Együttműködés Nemzetközi Szövetsége, mely Marie Curie-vel és Albert Einsteinnel az élén alakult meg, szintén megemlékezett az elhunyt Eötvös Lorándról. Einstein ezekkel a szavakkal jelentette be a hírt: „A fizika egyik fejedelme halt meg!”.
- Születésének századik évfordulóján a londoni Science Museumban Eötvös-emlékkiállítást rendeztek "Hungary's Greatest Man of Science" címmel.
- A Nemzetközi Csillagászati Unió 1970-ben a Hold túlsó oldalán feltérképezett alakzatok és kráterek között nyolcat neves magyar tudósokról nevezett el, az egyiket Eötvös Lorándról.[30]
- A hegymászó sportéletben betöltött szerepének emlékét őrzi a róla elnevezett dobogó-kői báró Eötvös Loránd menedékház, amely elsőként nyílt meg az országban. Eötvös hegymászó pályafutását Bucsek Henrik dolgozta fel.
- A Közlekedési Múzeum virtuális kiállítást tart fenn az Interneten az Eötvös családról, ezernél is több, Eötvös Loránd által készített eredeti fényképfelvétellel.[31]
- Nevét a 12301 Eotvos rendszámú kisbolygó őrzi, amelyet E. W. Elst csillagász fedezett fel 1991. szeptember 4-én.[32]

## Származása
| b. Eötvös Loránd (Buda, 1848. júl. 27.– Budapest, 1919. ápr. 8.) fizikus, miniszter, földbirtokos, | Apja: b. Eötvös József (Buda, 1813. szept. 3.– Pest, 1871. febr. 2.) író, politikus, földbirtokos, | Apai nagyapja: b. Eötvös Ignác (Sály, 1786. febr. 25.– Velence, 1851. aug. 21.) bölcseleti és jogi doktor, földbirtokos, | Apai nagyapai dédapja: b. vásárosnaményi Eötvös Ignác (Kassa, 1763. jan. 6.– Buda, 1838. jún. 12.) főispán (Szülei: Eötvös Miklós, császári és királyi tábornok, földbirtokos, és báró Splényi Anna)                                             |
| b. Eötvös Loránd (Buda, 1848. júl. 27.– Budapest, 1919. ápr. 8.) fizikus, miniszter, földbirtokos, | Apja: b. Eötvös József (Buda, 1813. szept. 3.– Pest, 1871. febr. 2.) író, politikus, földbirtokos, | Apai nagyapja: b. Eötvös Ignác (Sály, 1786. febr. 25.– Velence, 1851. aug. 21.) bölcseleti és jogi doktor, földbirtokos, | Apai nagyapai dédanyja: b. négyesi Szepessy Mária (1767–Kassa, 1832. aug. 5.) (Szülei: báró Szepessy László, királyi tanácsos, földbirtokos, és Sebe Krisztina)                                                                                  |
| b. Eötvös Loránd (Buda, 1848. júl. 27.– Budapest, 1919. ápr. 8.) fizikus, miniszter, földbirtokos, | Apja: b. Eötvös József (Buda, 1813. szept. 3.– Pest, 1871. febr. 2.) író, politikus, földbirtokos, | Apai nagyanyja: b. Anne von der Lilien (1786. szept. 28.– Pest, 1858. júl. 15.)                                          | Apai nagyanyai dédapja: b. Joseph von der Lilien (1753–1828) |
| b. Eötvös Loránd (Buda, 1848. júl. 27.– Budapest, 1919. ápr. 8.) fizikus, miniszter, földbirtokos, | Apja: b. Eötvös József (Buda, 1813. szept. 3.– Pest, 1871. febr. 2.) író, politikus, földbirtokos, | Apai nagyanyja: b. Anne von der Lilien (1786. szept. 28.– Pest, 1858. júl. 15.)                                          | Apai nagyanyai dédanyja: gr. Szapáry Julianna (1759–1788) (Szülei: Szapáry Péter, és gróf németújvári Batthyány Izabella) |
| b. Eötvös Loránd (Buda, 1848. júl. 27.– Budapest, 1919. ápr. 8.) fizikus, miniszter, földbirtokos, | Anyja: barkóci Rosty Ágnes (Pest-Buda, 1825. szept. 20.– Iharosberény, 1913. máj. 9.)              | Anyai nagyapja: barkóci Rosty Albert (Sopron, 1779. dec. 10. – Pest, 1847. nov. 4.) békési alispán                       | Anyai nagyapai dédapja: barkóci Rosty Pál (Ják, 1745. jul. 10. – Ivánc, 1810. okt. 26.) táblabíró, főhadnagy Szülei: barkóczi Rosty Ferenc, királyi tanácsos, Vas vármegye alispánja, vármegyei követ, földbirtokos, és balázsfalvi Orosz Mária) |
| b. Eötvös Loránd (Buda, 1848. júl. 27.– Budapest, 1919. ápr. 8.) fizikus, miniszter, földbirtokos, | Anyja: barkóci Rosty Ágnes (Pest-Buda, 1825. szept. 20.– Iharosberény, 1913. máj. 9.)              | Anyai nagyapja: barkóci Rosty Albert (Sopron, 1779. dec. 10. – Pest, 1847. nov. 4.) békési alispán                       | Anyai nagyapai dédanyja: nedecei Nedeczky Anna (Paks, 1764. jun. 26. – Pozsony, 1839) (Szülei: nedeczei Nedeczky Albert, földbirtokos, és Újváry Walburga)                                                                                       |
| b. Eötvös Loránd (Buda, 1848. júl. 27.– Budapest, 1919. ápr. 8.) fizikus, miniszter, földbirtokos, | Anyja: barkóci Rosty Ágnes (Pest-Buda, 1825. szept. 20.– Iharosberény, 1913. máj. 9.)              | Anyai nagyanyja: Eckstein Anna Franciska (Pest, 1801. június 2.– Pest, 1842. július 5.)                                  | Anyai nagyanyai dédapja: ehrenbergi Eckstein Ferenc (Alsókubin, 1769. márc. 28.– Pest, 1833. nov. 7.) orvos |
| b. Eötvös Loránd (Buda, 1848. júl. 27.– Budapest, 1919. ápr. 8.) fizikus, miniszter, földbirtokos, | Anyja: barkóci Rosty Ágnes (Pest-Buda, 1825. szept. 20.– Iharosberény, 1913. máj. 9.)              | Anyai nagyanyja: Eckstein Anna Franciska (Pest, 1801. június 2.– Pest, 1842. július 5.)                                  | Anyai nagyanyai dédanyja: Wehner Erzsébet |